# Korsören (norr om Replot, Korsholm)
Korsören med Kåtören, Holverskäret, Långören, Tärnesreven, Österstören och Långgrund är en ö i Finland. Den ligger i Norra kvarken och i kommunen Korsholm i den ekonomiska regionen  Vasa i landskapet Österbotten, i den västra delen av landet. Ön ligger omkring 21 kilometer nordväst om Vasa och omkring 390 kilometer nordväst om Helsingfors.
Öns area är 2,65 kvadratkilometer och dess största längd är 3,7 kilometer i sydöst-nordvästlig riktning. Ön höjer sig omkring 10 meter över havsytan.

## Några ödelar med egna namn
- Korsören 63°17′11″N 21°25′13″Ö / 63.28652°N 21.42018°Ö
- Holverskäret 63°16′43″N 21°25′37″Ö / 63.27866°N 21.42696°Ö
- Långören 63°17′29″N 21°24′21″Ö / 63.29147°N 21.40596°Ö
- Tärnesreven 63°17′41″N 21°24′50″Ö / 63.29461°N 21.41402°Ö
- Österstören 63°17′27″N 21°25′49″Ö / 63.29079°N 21.43019°Ö
- Långgrund 63°16′38″N 21°25′04″Ö / 63.27709°N 21.41765°Ö

## Klimat
Inlandsklimat råder i trakten. Årsmedeltemperaturen i trakten är 3 °C. Den varmaste månaden är augusti, då medeltemperaturen är 14 °C, och den kallaste är februari, med −6 °C.